# Sei in un Paese meraviglioso (programma televisivo)
Sei in un Paese meraviglioso è stato un programma televisivo italiano in onda dal 2015 dal 2020 su Sky Arte.
In ogni puntata Dario Vergassola, dalla terza edizione accompagnato da Veronica Gentili (nel 2017), Roberta Morise (2018), Michelle Carpente (2019) e Miriam Galanti (2020), guida gli spettatori su un itinerario lungo la rete autostradale alla scoperta dei patrimoni dell'umanità in Italia.
La prima edizione del programma risale al 2015, e da allora ne sono state trasmesse quattro edizioni, per un totale di 64 puntate. Il programma, prodotto dalla Ballandi Arts, è realizzato in collaborazione con Autostrade per l'Italia: il titolo riprende infatti il nome del progetto societario volto a valorizzare alcuni luoghi poco noti dell'Italia.

## Episodi
| Stagione         | Episodi | Prima TV |
| ---------------- | ------- | -------- |
| Prima stagione   | 10      | 2015     |
| Seconda stagione | 18      | 2016     |
| Terza stagione   | 18      | 2017     |
| Quarta stagione  | 18      | 2018     |
| Quinta stagione  | 15      | 2019     |
| Sesta stagione   | 15      | 2020     |